# District de Thoubal
Le district de Thoubal est un district de l'état du Manipur, en Inde.

## Géographie
Au recensement de 2011, sa population compte 420 517 habitants.
Son chef-lieu est la ville de Thoubal. 